# Buila Katiavala
Buila Katiavala, né le 13 mai 1976 à Kananga, dans la République démocratique du Congo, est un joueur angolais de basket-ball, évoluant au poste de pivot. 